# Ignatius Press
La Ignatius Press se fundó en 1978 por el Padre Joseph Fessio S.J., un sacerdote jesuita y antiguo discípulo del papa Benedicto XVI. La Ignatius Press, nombrada en honor a Ignacio de Loyola, fundador de la Compañía de Jesús, es una editorial católica establecida en la ciudad de San Francisco, California. En una entrevista de 1998, el Padre Fessio dijo: "nuestro objetivo es apoyar las enseñanzas de la Iglesia".
Constituye una de las asociaciones que han surgido debido, según ella, al alejamiento de la Iglesia Católica de la tradición católica. En una entrevista publicada por "Catholic World News", el Padre Fessio dijo que uno de los objetivos de Ignatius Press es publicar traducciones al inglés de los teólogos modernos contemporáneos de Europa. 
La editorial imprime pediódicos tales como el Catholic World Report y el Homiletic and Pastoral Review.
Ignatius Press tiene una amplia lista de publicaciones, que se actualiza todas las primaveras y otoños. Entre las reimpresiones se encuentran libros de G. K. Chesterton y Hilaire Belloc. Además publica los trabajos del papa Juan Pablo II, del cardenal Ratzinger (posterior papa Benedicto XVI), Scott Hahn, Joseph Pearce, Christopher Derrick y Michael D. O'Brien.